# Нейво-Рудянский завод
Не́йво-Рудя́нский (Не́йвинско-Рудя́нский) чугуноплави́льный и железоде́лательный заво́д — металлургический завод на Среднем Урале, основанный в начале XIX века и действовавший до 1918 года.

## История
Завод был построен Алексеем Ивановичем Яковлевым, внуком Саввы Яковлевича Яковлева, в 1810 году на реке Нейве, в 83 верстах к северу от Екатеринбурга. Строился для переработки в сортовое железо чугуна и кричной заготовки Верх-Нейвинского завода. На завод функционировала кричная фабрика в составе раскатной печи, 2 кричных и 5 кузнечных горнов, 2 кричных молотов и воздуходувной машины на водобойной тяге.
В 1862—1897 годах заводом владела дочь А. И. Яковлева графиня Н. А. Стенбок-Фермор. В начале XX века Нейво-Рудянский завод входил в состав Верх-Исетского горного округа.
В начале 1870-х годов на заводе для обеспечения собственных передельных мощностей была построена доменная печь. В 1882 году на заводе помимо домны на горячем дутье функционировали 8 кричных горнов, 2 калильные печи и 4 кузнечных горна. Работа оборудования обеспечивалась 16 водяными колёсами общей мощностью в 250 л. с. и 7-ю паровыми машинами в 125 л. с. Объёмы производства в 1882 году составляли 291,6 тыс. пудов чугуна, 96 тыс. пудов кричной болванки, 1,2 тыс. пудов сортового железа. На основных работах было занято 338, на вспомогательных — 383 человека.
К началу 1890-х годов объём производства чугуна составил 533,7 тыс. пудов. В 1891 году на заводе действовали домна, 3 рудообжигательные печи, воздуходувная и воздухонагревательные машины, 8 кричных горнов, 4 паровых молота, турбина в 60 л. с., 3 паровые машины в 102 л. с., водяное колесо в 15 л. с.
В 1910 году предполагалось закрыть производство сортового железа и перевести завод только на производство чугуна. Частично этот план был реализован перед Первой мировой войной. С 1899 по 1914 год производство чугуна выросло с 488,5 до 623 тыс. пудов, в 1915 было выплавлено 584,3. тыс. пудов. В военные годы производство чугуна снизилось и составило в 1916—240,7, в 1917—366,1 тыс. пудов.
16 января 1918 года Нейво-Рудянский завод был национализирован вместе с другими заводами Верх-Исетского горного округа. Во время Гражданской войны, в 1918 году завод был остановлен. В послевоенные годы из-за отсутствия перспектив развития не восстанавливался.
В 1928—1930-х годах на базе завода было основано производство канифоли и скипидара из живицы и смолы хвойных деревьев.